# أبل أيه 5
أبل إيه 5 (بالإنجليزية: Apple A5)‏ هو معالج A5 هو معالج ثنائي النواة يستخدم في أجهزة أبل من صنع أبل، ويستخدم في آي باد 2 وآي فون 4S، ويملك بداخله كرت شاشة ثنائي النواة من نوع باور في آر [الإنجليزية].